# Йорк (мыс, Гренландия)
Мыс Йорк  — мыс на северо-западном побережье Гренландии, в северной части Баффинова залива. Это одно из многих мест, посещённых в 1894 году адмиралом Робертом Пири во время его экспедиции в Арктику. Мыс в основном известен как место обнаружения Кейп-Йоркского метеорита.

## Фотографии

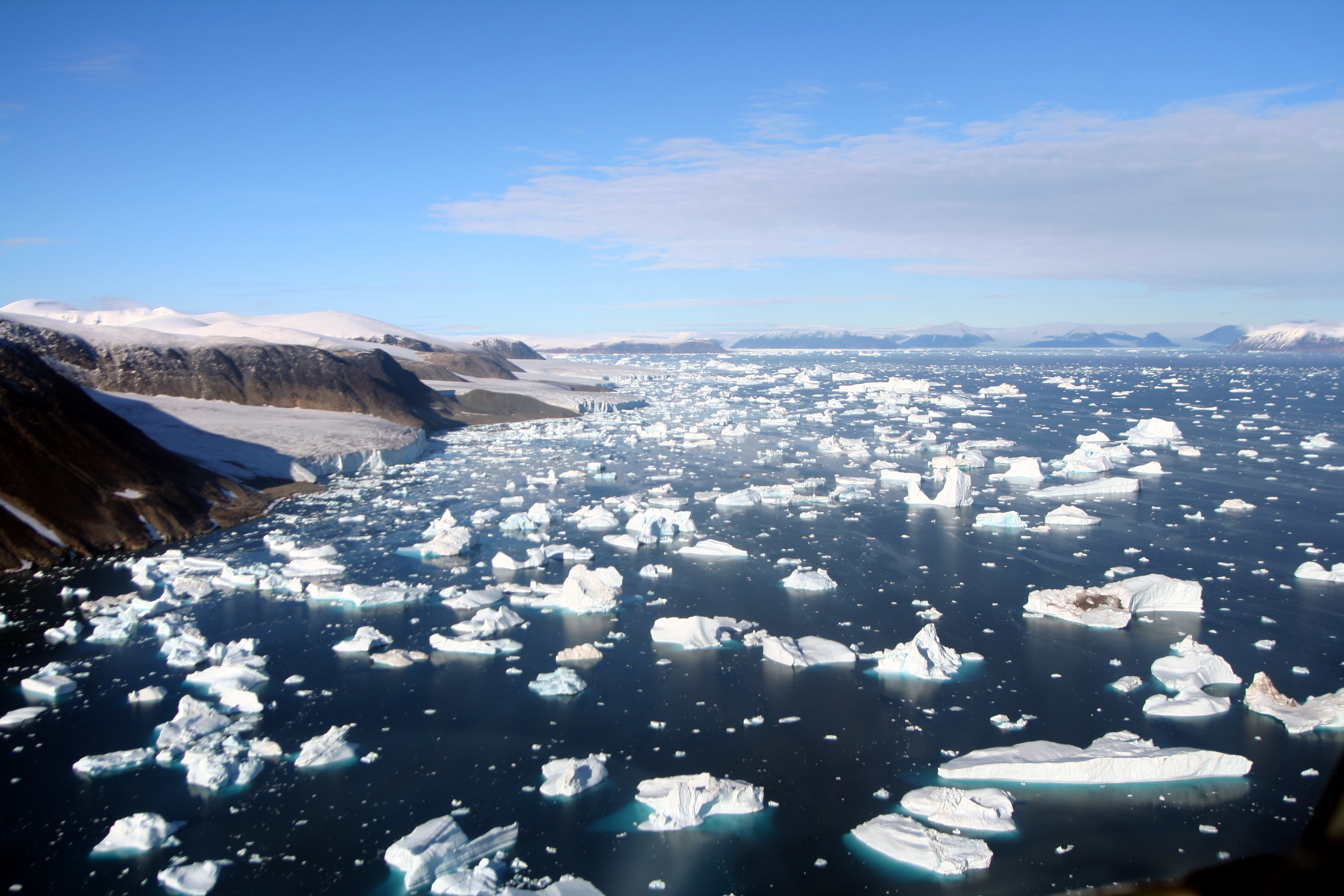
Айсберги у мыса Йорк, Гренландия.
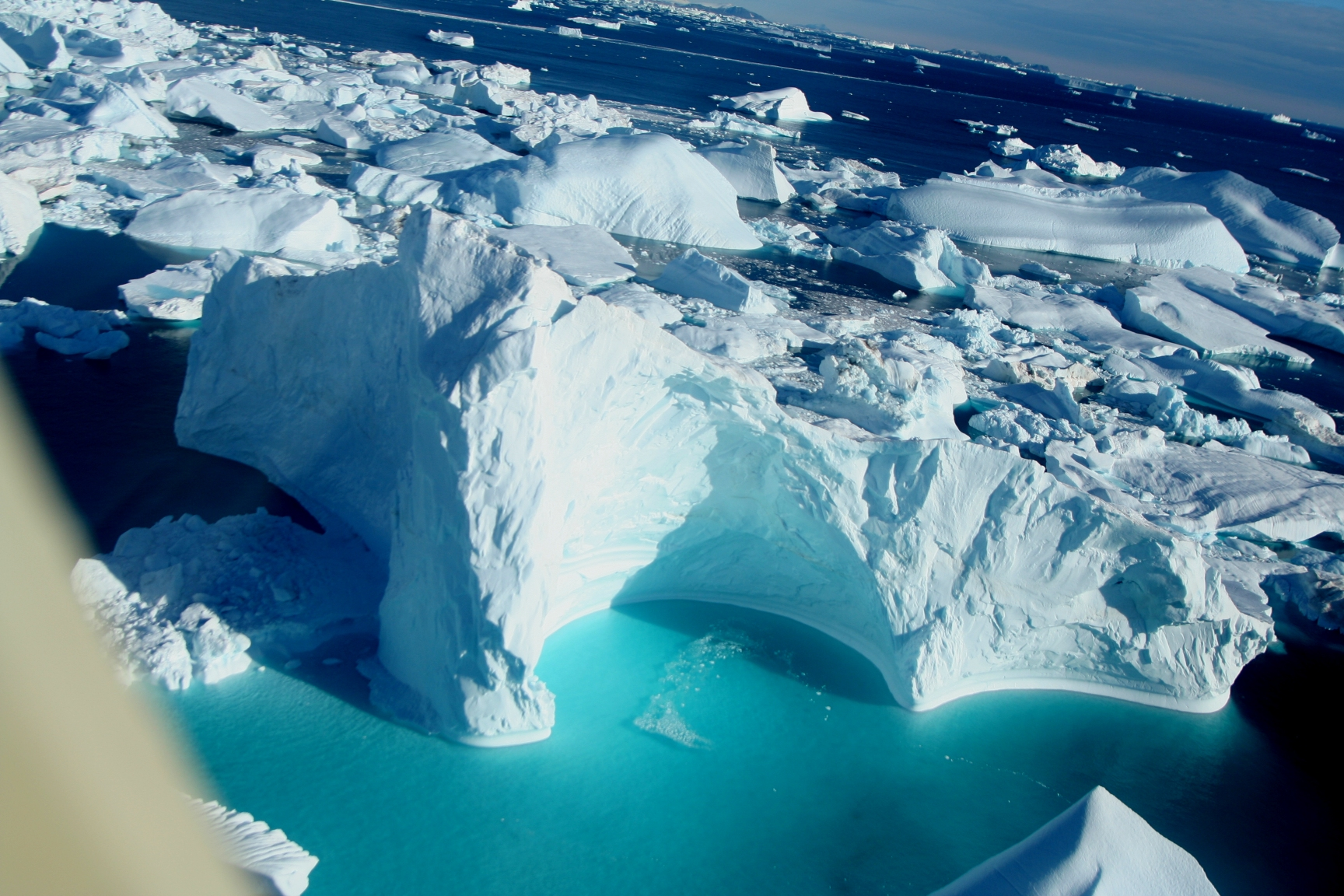
Айсберги вокруг мыса Йорк. Фото сентября 2005 года.
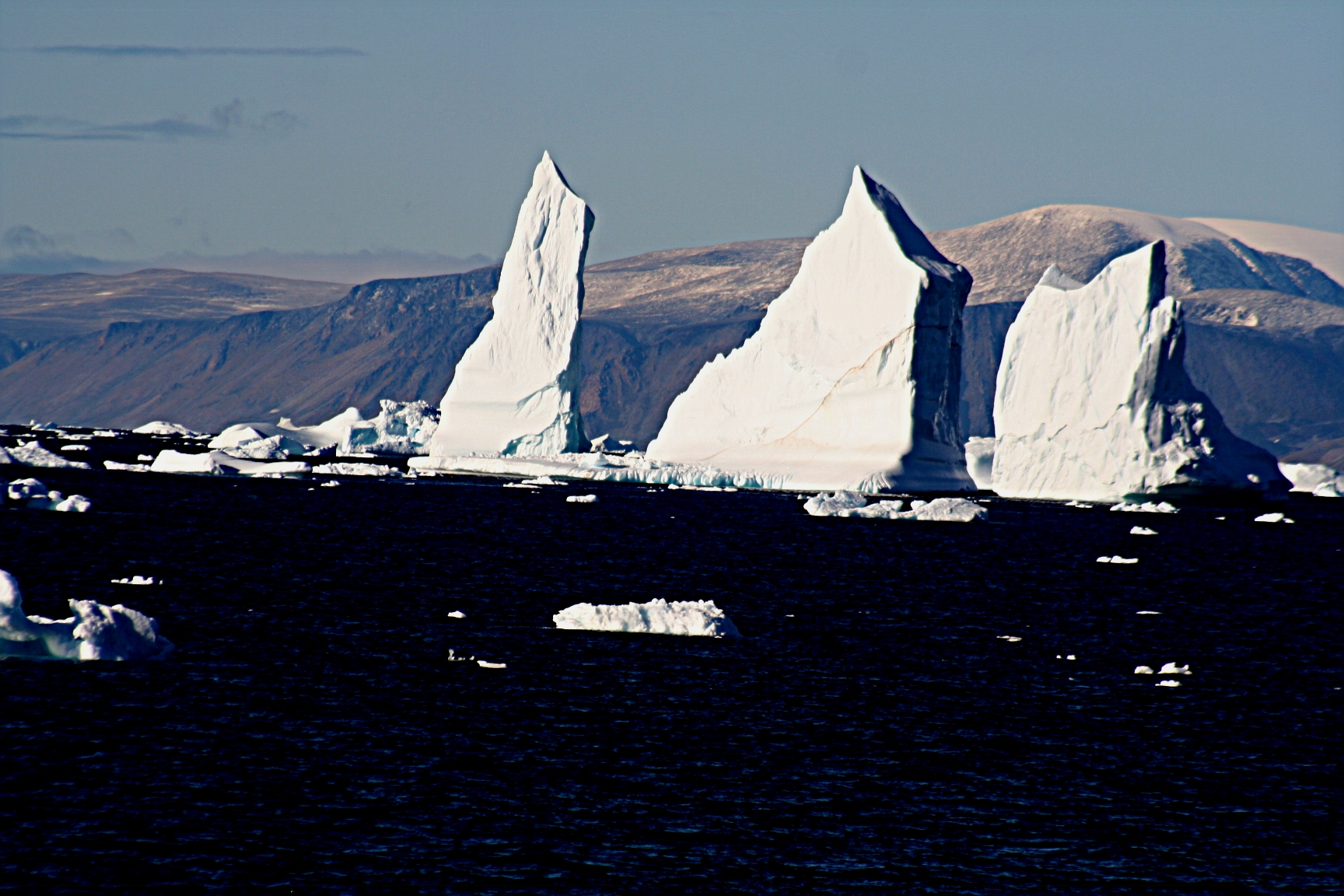
Мыс Йорк. Фото сентября 2005 года.
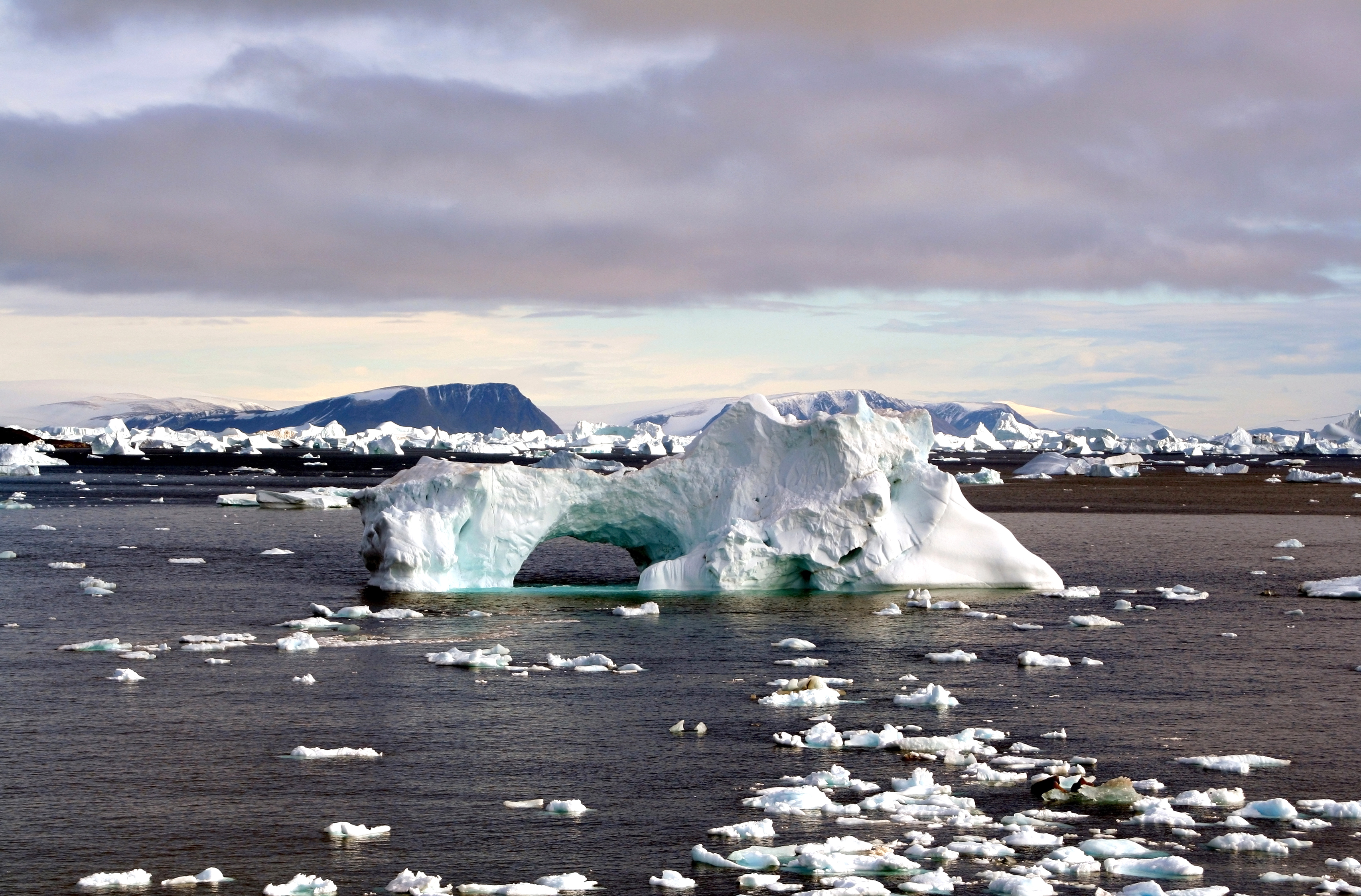
Айсберги у мыса Йорк, Гренландия.

Шаблон:Мысы Гренландии